# Grand Prix de Voleibol de 2010
El Grand Prix de Voleibol de 2010 fue la 18ª edición del torneo femenino de voleibol anual organizado por la Federación Internacional de Voleibol (FIVB).
Disputada por doce equipos en dos fases, se llevó a cabo entre el 6 y el 29 de agosto. La fase final se celebró en Ningbo, China; con los cinco mejores equipos clasificados en la ronda preliminar, además del país anfitrión.
Estados Unidos ganó el título por tercera vez en la historia (la última fue en 2001), con una campaña invicta en la fase final. Campeón en las dos últimas ediciones, Brasil fue el subcampeón de Italia y terminó en tercer lugar la posición, la misma en cuatro de las cinco últimas ediciones del Gran Premio. 

## Equipos participantes
Doce vacantes se distribuyeron para el torneo. El Campeonato de Europa disputado entre 24 de septiembre y 4 de octubre de 2009, en Polonia, que se define a los cuatro equipos clasificados de ese continente. Los cuatro equipos de América se clasificaron a través de la Copa Panamericana de Voleibol jugado en Miami de Estados Unidos, entre el 24 de junio y 5 de julio de 2009. El Asia definió su clasificado en la final de la Copa de Asia en septiembre de 2009 en Hanoi, Vietnam.
| Europa (CEV)                                 | América (NORCECA/CSV)                                          | Ásia (AVC)                         |
| -------------------------------------------- | -------------------------------------------------------------- | ---------------------------------- |
| Italia · Alemania · Países Bajos · Polonia · | Brasil · República Dominicana · Puerto Rico · Estados Unidos · | Tailandia China Taipéi China Japón |

Debido a problemas financieros, la selección de  Corea del Sur, quien obtuvo uno de los lugares de Asia, tuvo que retirarse de la competencia y el lugar fue trasladado a China Taipéi (Taiwán).

## Calendario
| Data                               | Local/Equipos                                                       | Local/Equipos                                                               | Local/Equipos                                                        |
| ---------------------------------- | ------------------------------------------------------------------- | --------------------------------------------------------------------------- | -------------------------------------------------------------------- |
| Primera semana: 6–8 de agosto      | Grupo A · São Carlos Brasil · Italia · Japón · China Taipéi         | Grupo B · Gdynia Polonia · Alemania · Estados Unidos · República Dominicana | Grupo C · Chengdu China · Países Bajos · Tailandia · Puerto Rico     |
| Segunda semana: 13–15 de agosto    | Grupo D · Bangkok Tailandia · Italia · Estados Unidos · Puerto Rico | Grupo E · Macau China · Brasil · Países Bajos · República Dominicana        | Grupo F · Okayama Japón · Polonia · Alemania · China Taipéi          |
| Tercera semana: 20–22 de agosto    | Grupo G · Hong Kong China · Estados Unidos · Alemania · Tailandia   | Grupo H · Taipéi China Taipéi · Brasil · Polonia · Puerto Rico              | Grupo I · Tokio Japón · Italia · Países Bajos · República Dominicana |
| Fase final: 25–29 de agosto Ningbo |                                                                     |                                                                             |                                                                      |

## Primera fase
En la primera fase, los dieciséis equipos competirán en nueve partidos de tres semanas divididos en grupos de cuatro equipos cada uno. Los siete equipos mejor situados en la tabla de posiciones se clasificarán para la fase final. China se ha garantizado un lugar en la final por el anfitrión del evento, con seis equipos clasificados.

### Grupo A (São Carlos)
| Pos | Equipo       | PJ | PG | PP | SF | SC | PTS |
| --- | ------------ | -- | -- | -- | -- | -- | --- |
| 1   | Brasil       | 3  | 2  | 1  | 7  | 3  | 6   |
| 2   | Italia       | 3  | 2  | 1  | 7  | 4  | 6   |
| 3   | Japón        | 3  | 2  | 1  | 6  | 4  | 6   |
| 4   | China Taipéi | 3  | 0  | 3  | 0  | 9  | 0   |

#### Resultados
| Fecha    | Encuentro             | Resultado | Set   | Set   | Set   | Set   | Set | Puntuación total |
| Fecha    | Encuentro             | Resultado | 1     | 2     | 3     | 4     | 5   | Puntuación total |
| -------- | --------------------- | --------- | ----- | ----- | ----- | ----- | --- | ---------------- |
| 06-08-10 | Brasil - China Taipéi | 3-0       | 25-15 | 25-19 | 25-12 |       |     | 75-46            |
| 06-08-10 | Japón - Italia        | 3-1       | 30-28 | 27-29 | 25-20 | 25-13 |     | 107-90           |
| 07-08-10 | Japón - Brasil        | 0-3       | 20-25 | 19-25 | 20-25 |       |     | 59-75            |
| 07-08-10 | Italia - China Taipéi | 3-0       | 25-15 | 25-20 | 25-19 |       |     | 75-54            |
| 08-08-10 | Brasil - Italia       | 1-3       | 22-25 | 21-25 | 25-18 | 25-19 |     | 87-93            |
| 08-08-10 | China Taipéi - Japón  | 0-3       | 16-25 | 16-25 | 16-25 |       |     | 48-75            |

### Grupo B (Gdynia)
| Pos | Equipo               | PJ | PG | PP | SF | SC | PTS |
| --- | -------------------- | -- | -- | -- | -- | -- | --- |
| 1   | Polonia              | 3  | 3  | 0  | 9  | 1  | 9   |
| 2   | Alemania             | 3  | 2  | 1  | 6  | 6  | 4   |
| 3   | Estados Unidos       | 3  | 1  | 2  | 5  | 7  | 3   |
| 4   | República Dominicana | 3  | 1  | 2  | 3  | 8  | 2   |

#### Resultados
| Fecha    | Encuentro                             | Resultado | Set   | Set   | Set   | Set   | Set   | Puntuación total |
| Fecha    | Encuentro                             | Resultado | 1     | 2     | 3     | 4     | 5     | Puntuación total |
| -------- | ------------------------------------- | --------- | ----- | ----- | ----- | ----- | ----- | ---------------- |
| 06-08-10 | Estados Unidos - República Dominicana | 3-1       | 26-24 | 22-25 | 25-14 | 25-19 |       | 98-82            |
| 06-08-10 | Alemania - Polonia                    | 1-3       | 18-25 | 25-16 | 22-25 | 24-26 |       | 89-92            |
| 07-08-10 | Polonia - República Dominicana        | 3-0       | 25-23 | 25-16 | 25-14 |       |       | 75-54            |
| 07-08-10 | Estados Unidos - Alemania             | 1-3       | 23-25 | 22-25 | 25-16 | 23-25 |       | 93-91            |
| 08-08-10 | Estados Unidos - Polonia              | 1-3       | 25-16 | 24-26 | 19-25 | 23-25 |       | 91-92            |
| 08-08-10 | República Dominicana - Alemania       | 3-2       | 25-19 | 22-25 | 31-29 | 16-25 | 19-17 | 113-115          |

### Grupo C (Chengdu)
| Pos | Equipo       | PJ | PG | PP | SF | SC | PTS |
| --- | ------------ | -- | -- | -- | -- | -- | --- |
| 1   | China        | 3  | 3  | 0  | 9  | 1  | 9   |
| 2   | Países Bajos | 3  | 2  | 1  | 7  | 3  | 6   |
| 3   | Puerto Rico  | 3  | 1  | 2  | 3  | 6  | 3   |
| 4   | Tailandia    | 3  | 0  | 3  | 0  | 9  | 0   |

#### Resultados
| Fecha    | Encuentro                  | Resultado | Set   | Set   | Set   | Set   | Set | Puntuación total |
| Fecha    | Encuentro                  | Resultado | 1     | 2     | 3     | 4     | 5   | Puntuación total |
| -------- | -------------------------- | --------- | ----- | ----- | ----- | ----- | --- | ---------------- |
| 06-08-10 | Países Bajos - Tailandia   | 3-0       | 25-22 | 25-22 | 25-23 |       |     | 75-67            |
| 06-08-10 | China - Puerto Rico        | 3-0       | 25-20 | 25-18 | 25-22 |       |     | 75-60            |
| 07-08-10 | Puerto Rico - Países Bajos | 0-3       | 09-25 | 12-25 | 21-25 |       |     | 42-75            |
| 07-08-10 | China - Tailandia          | 3-0       | 25-16 | 25-16 | 25-22 |       |     | 75-54            |
| 08-08-10 | Tailandia - Puerto Rico    | 0-3       | 22-25 | 23-25 | 20-25 |       |     | 65-75            |
| 08-08-10 | China - Países Bajos       | 3-1       | 19-25 | 25-20 | 25-15 | 25-21 |     | 98-81            |

### Grupo D (Bangkok)
| Pos | Equipo         | PJ | PG | PP | SF | SC | PTS |
| --- | -------------- | -- | -- | -- | -- | -- | --- |
| 1   | Estados Unidos | 3  | 3  | 0  | 9  | 2  | 9   |
| 2   | Italia         | 3  | 2  | 1  | 7  | 4  | 6   |
| 3   | Tailandia      | 3  | 1  | 2  | 4  | 7  | 3   |
| 4   | Puerto Rico    | 3  | 0  | 3  | 2  | 9  | 0   |

#### Resultados
| Fecha    | Encuentro                    | Resultado | Set   | Set   | Set   | Set   | Set | Puntuación total |
| Fecha    | Encuentro                    | Resultado | 1     | 2     | 3     | 4     | 5   | Puntuación total |
| -------- | ---------------------------- | --------- | ----- | ----- | ----- | ----- | --- | ---------------- |
| 13-08-10 | Italia - Estados Unidos      | 1-3       | 28-26 | 24-26 | 23-25 | 15-25 |     | 90-102           |
| 13-08-10 | Tailandia - Puerto Rico      | 3-1       | 23-25 | 25-17 | 25-23 | 25-19 |     | 98-84            |
| 14-08-10 | Puerto Rico - Italia         | 0-3       | 12-25 | 17-25 | 18-25 |       |     | 47-75            |
| 14-08-10 | Tailandia - Estados Unidos   | 0-3       | 18-25 | 21-25 | 13-25 |       |     | 52-75            |
| 15-08-10 | Puerto Rico - Estados Unidos | 1-3       | 25-21 | 22-25 | 12-25 | 15-25 |     | 74-96            |
| 15-08-10 | Italia - Tailandia           | 3-1       | 21-25 | 25-23 | 25-21 | 25-20 |     | 96-89            |

### Grupo E (Macau)
| Pos | Equipo               | PJ | PG | PP | SF | SC | PTS |
| --- | -------------------- | -- | -- | -- | -- | -- | --- |
| 1   | Brasil               | 3  | 3  | 0  | 9  | 1  | 9   |
| 2   | China                | 3  | 1  | 2  | 5  | 6  | 4   |
| 3   | República Dominicana | 3  | 1  | 2  | 5  | 8  | 3   |
| 4   | Países Bajos         | 3  | 1  | 2  | 4  | 8  | 2   |

#### Resultados
| Fecha    | Encuentro                           | Resultado | Set   | Set   | Set   | Set   | Set   | Puntuación total |
| Fecha    | Encuentro                           | Resultado | 1     | 2     | 3     | 4     | 5     | Puntuación total |
| -------- | ----------------------------------- | --------- | ----- | ----- | ----- | ----- | ----- | ---------------- |
| 13-08-10 | Brasil - República Dominicana       | 3-0       | 25-14 | 25-18 | 25-14 |       |       | 75-46            |
| 13-08-10 | Países Bajos - China                | 0-3       | 16-25 | 19-25 | 16-25 |       |       | 51-75            |
| 14-08-10 | Países Bajos - Brasil               | 1-3       | 21-25 | 25-21 | 15-25 | 24-26 |       | 85-97            |
| 14-08-10 | China - República Dominicana        | 2-3       | 20-25 | 25-20 | 25-21 | 22-25 | 09-15 | 101-106          |
| 15-08-10 | Países Bajos - República Dominicana | 3-2       | 25-23 | 25-20 | 17-25 | 23-25 | 15-07 | 105-100          |
| 15-08-10 | Brasil - China                      | 3-0       | 25-12 | 25-19 | 25-19 |       |       | 75-50            |

### Grupo F (Okayama)
| Pos | Equipo       | PJ | PG | PP | SF | SC | PTS |
| --- | ------------ | -- | -- | -- | -- | -- | --- |
| 1   | Japón        | 3  | 3  | 0  | 9  | 2  | 9   |
| 2   | Polonia      | 3  | 2  | 0  | 7  | 4  | 6   |
| 3   | Alemania     | 3  | 1  | 2  | 5  | 6  | 3   |
| 4   | China Taipéi | 3  | 0  | 3  | 0  | 9  | 0   |

#### Resultados
| Fecha    | Encuentro               | Resultado | Set   | Set   | Set   | Set   | Set | Puntuación total |
| Fecha    | Encuentro               | Resultado | 1     | 2     | 3     | 4     | 5   | Puntuación total |
| -------- | ----------------------- | --------- | ----- | ----- | ----- | ----- | --- | ---------------- |
| 13-08-10 | China Taipéi - Polonia  | 0-3       | 16-25 | 19-25 | 15-25 |       |     | 50-75            |
| 13-08-10 | Alemania - Japón        | 1-3       | 28-26 | 17-25 | 20-25 | 11-25 |     | 76-101           |
| 14-08-10 | Alemania - China Taipéi | 3-0       | 25-19 | 25-14 | 25-19 |       |     | 75-52            |
| 14-08-10 | Japón - Polonia         | 3-1       | 25-19 | 25-21 | 19-25 | 25-16 |     | 94-81            |
| 15-08-10 | Alemania - Polonia      | 1-3       | 23-25 | 23-25 | 31-29 | 20-25 |     | 97-104           |
| 15-08-10 | China Taipéi - Japón    | 0-3       | 26-28 | 15-25 | 11-25 |       |     | 52-78            |

### Grupo G (Hong Honk)
| Pos | Equipo         | PJ | PG | PP | SF | SC | PTS |
| --- | -------------- | -- | -- | -- | -- | -- | --- |
| 1   | Estados Unidos | 3  | 3  | 0  | 9  | 1  | 9   |
| 2   | China          | 3  | 2  | 1  | 7  | 4  | 6   |
| 3   | Tailandia      | 3  | 1  | 2  | 4  | 7  | 3   |
| 4   | Alemania       | 3  | 0  | 3  | 1  | 9  | 0   |

#### Resultados
| Fecha    | Encuentro                  | Resultado | Set   | Set   | Set   | Set   | Set | Puntuación total |
| Fecha    | Encuentro                  | Resultado | 1     | 2     | 3     | 4     | 5   | Puntuación total |
| -------- | -------------------------- | --------- | ----- | ----- | ----- | ----- | --- | ---------------- |
| 20-08-10 | Alemania - Estados Unidos  | 0-3       | 15-25 | 18-25 | 13-25 |       |     | '46-75           |
| 20-08-10 | China - Tailandia          | 3-1       | 16-25 | 27-25 | 25-23 | 25-15 |     | 93-88            |
| 21-08-10 | Tailandia - Estados Unidos | 0-3       | 16-25 | 16-25 | 16-25 |       |     | 48-75            |
| 21-08-10 | China - Alemania           | 3-0       | 25-14 | 25-19 | 28-26 |       |     | 78-59            |
| 22-08-10 | Alemania - Tailandia       | 1-3       | 25-20 | 16-25 | 16-25 | 22-25 |     | 79-95            |
| 22-08-10 | China - Estados Unidos     | 1-3       | 20-25 | 10-25 | 25-22 | 22-25 |     | 77-97            |

### Grupo H (Taipéi)
| Pos | Equipo       | PJ | PG | PP | SF | SC | PTS |
| --- | ------------ | -- | -- | -- | -- | -- | --- |
| 1   | Brasil       | 3  | 3  | 0  | 9  | 0  | 9   |
| 2   | Polonia      | 3  | 2  | 1  | 6  | 3  | 6   |
| 3   | China Taipéi | 3  | 1  | 2  | 3  | 8  | 2   |
| 4   | Puerto Rico  | 3  | 0  | 3  | 2  | 9  | 1   |

#### Resultados
| Fecha    | Encuentro                  | Resultado | Set   | Set   | Set   | Set   | Set   | Puntuación total |
| Fecha    | Encuentro                  | Resultado | 1     | 2     | 3     | 4     | 5     | Puntuación total |
| -------- | -------------------------- | --------- | ----- | ----- | ----- | ----- | ----- | ---------------- |
| 20-08-10 | Brasil - Puerto Rico       | 3-0       | 25-18 | 25-13 | 25-20 |       |       | 75-51            |
| 20-08-10 | Polonia - China Taipéi     | 3-0       | 25-19 | 25-18 | 25-09 |       |       | 75-46            |
| 21-08-10 | Polonia - Puerto Rico      | 3-0       | 25-20 | 25-20 | 25-14 |       |       | 75-54            |
| 21-08-10 | China Taipéi - Brasil      | 0-3       | 15-25 | 17-25 | 16-25 |       |       | 48-75            |
| 22-08-10 | Brasil - Polonia           | 3-0       | 25-16 | 27-25 | 25-16 |       |       | 77-57            |
| 22-08-10 | Puerto Rico - China Taipéi | 2-3       | 29-27 | 21-25 | 25-18 | 23-25 | 15-17 | 113-112          |

### Grupo I (Tokio)
| Pos | Equipo               | PJ | PG | PP | SF | SC | PTS |
| --- | -------------------- | -- | -- | -- | -- | -- | --- |
| 1   | Italia               | 3  | 2  | 1  | 8  | 4  | 8   |
| 2   | Países Bajos         | 3  | 2  | 1  | 6  | 5  | 5   |
| 3   | Japón                | 3  | 1  | 2  | 6  | 7  | 4   |
| 4   | República Dominicana | 3  | 1  | 2  | 4  | 8  | 2   |

#### Resultados
| Fecha    | Encuentro                           | Resultado | Set   | Set   | Set   | Set   | Set   | Puntuación total |
| Fecha    | Encuentro                           | Resultado | 1     | 2     | 3     | 4     | 5     | Puntuación total |
| -------- | ----------------------------------- | --------- | ----- | ----- | ----- | ----- | ----- | ---------------- |
| 20-08-10 | Países Bajos - Italia               | 0-3       | 27-29 | 16-25 | 15-25 |       |       | 58-75            |
| 20-08-10 | República Dominicana - Japón        | 1-3       | 15-25 | 25-23 | 29-31 | 20-25 |       | 89-104           |
| 21-08-10 | Países Bajos - República Dominicana | 3-0       | 25-19 | 25-22 | 25-20 |       |       | 75-61            |
| 21-08-10 | Italia - Japón                      | 3-1       | 25-23 | 27-25 | 21-25 | 25-23 |       | 98-96            |
| 22-08-10 | República Dominicana - Italia       | 3-2       | 23–25 | 32-30 | 25-22 | 22-25 | 15-13 | 117-115          |
| 22-08-10 | Países Bajos - Japón                | 3-2       | 25-19 | 22-25 | 38-36 | 16-25 | 15-11 | 116–116          |

### Clasificación general
| Pos | Equipo               | PJ | PG | PP | SF | SC | PTS |
| --- | -------------------- | -- | -- | -- | -- | -- | --- |
| 1   | Brasil               | 9  | 8  | 1  | 25 | 4  | 24  |
| 2   | Estados Unidos       | 9  | 7  | 2  | 23 | 10 | 21  |
| 3   | Polonia              | 9  | 7  | 2  | 22 | 9  | 21  |
| 4   | Japón                | 9  | 6  | 3  | 21 | 13 | 19  |
| 5   | Italia               | 9  | 6  | 3  | 22 | 12 | 19  |
| 6   | China                | 9  | 6  | 3  | 21 | 11 | 19  |
| 7   | Países Bajos         | 9  | 5  | 4  | 17 | 16 | 13  |
| 8   | República Dominicana | 9  | 3  | 6  | 13 | 24 | 7   |
| 9   | Alemania             | 9  | 2  | 7  | 12 | 22 | 7   |
| 10  | Tailandia            | 9  | 2  | 7  | 8  | 23 | 6   |
| 11  | Puerto Rico          | 9  | 1  | 8  | 7  | 24 | 4   |
| 12  | China Taipéi         | 9  | 1  | 8  | 3  | 26 | 2   |

| – | Clasificado a la Fase Final. |

## Fase final
La fase final del Grand Prix de 2010 fue disputada en Ningbo, China; entre los días 25 al 29 de agosto. Los seis equipos clasificados se enfrentaron en un grupo único, conquistando el título el que logre el mayor número de puntos al final de cinco partidos.

### Clasificación de la Fase Final
| Pos | Equipo         | PJ | PG | PP | SF | SC | PTS |
| --- | -------------- | -- | -- | -- | -- | -- | --- |
| 1   | Estados Unidos | 5  | 5  | 0  | 15 | 4  | 13  |
| 2   | Brasil         | 5  | 3  | 2  | 13 | 7  | 11  |
| 3   | Italia         | 5  | 2  | 3  | 8  | 10 | 7   |
| 4   | China          | 5  | 2  | 3  | 6  | 10 | 6   |
| 5   | Japón          | 5  | 2  | 3  | 8  | 13 | 4   |
| 6   | Polonia        | 5  | 1  | 4  | 7  | 13 | 4   |

#### Resultados
| Fecha    | Encuentro                | Resultado | Set   | Set   | Set   | Set   | Set   | Puntuación total |
| Fecha    | Encuentro                | Resultado | 1     | 2     | 3     | 4     | 5     | Puntuación total |
| -------- | ------------------------ | --------- | ----- | ----- | ----- | ----- | ----- | ---------------- |
| 25-08-10 | Estados Unidos - Polonia | 3-2       | 13-25 | 18-25 | 28-26 | 25-19 | 15-12 | 99:107           |
| 25-08-10 | Japón - Brasil           | 3-2       | 13-25 | 25-23 | 18-25 | 25-22 | 15-13 | 96-108           |
| 25-08-10 | China - Italia           | 0-3       | 20-25 | 16-25 | 21-25 |       |       | 57-75            |
| 26-08-10 | Estados Unidos - Italia  | 3-0       | 25-23 | 25-20 | 25-14 |       |       | 75-57            |
| 26-08-10 | Polonia - Brasil         | 1-3       | 21-25 | 25-23 | 20-25 | 17-25 |       | 83-98            |
| 26-08-10 | Japón - China            | 1-3       | 27-29 | 25-23 | 20-25 | 19-25 |       | 91-102           |
| 27-08-10 | Japón - Italia           | 3-2       | 23-25 | 25-14 | 26-28 | 25-20 | 17-15 | 116-102          |
| 27-08-10 | Estados Unidos - Brasil  | 3-2       | 22-25 | 25-19 | 30-28 | 17-25 | 15-13 | 110-109          |
| 27-08-10 | Polonia - China          | 0-3       | 19-25 | 19-25 | 17-25 |       |       | 55-75            |
| 28-08-10 | Polonia - Japón          | 3-1       | 25-15 | 21-25 | 25-23 | 25-22 |       | 96-85            |
| 28-08-10 | Italia - Brasil          | 0-3       | 18-25 | 13-25 | 16-25 |       |       | 47-75            |
| 28-08-10 | China - Estados Unidos   | 0-3       | 21-25 | 25-27 | 22-25 |       |       | 68-77            |
| 29-08-10 | Japón - Estados Unidos   | 0-3       | 24-26 | 20-25 | 23-25 |       |       | 67-76            |
| 29-08-10 | Polonia - Italia         | 1-3       | 25-23 | 15-25 | 23-25 | 17-25 |       | 80-98            |
| 29-08-10 | China - Brasil           | 0-3       | 12-25 | 16-25 | 15-25 |       |       | 43-75            |

### Clasificación final
| 1  | Estados Unidos       |
| 2  | Brasil               |
| 3  | Italia               |
| 4  | China                |
| 5  | Japón                |
| 6  | Polonia              |
| 7  | Países Bajos         |
| 8  | República Dominicana |
| 9  | Alemania             |
| 10 | Tailandia            |
| 11 | Puerto Rico          |
| 12 | China Taipéi         |

## Distinciones individuales
| Distinción      | Nombre             | Equipo         |
| --------------- | ------------------ | -------------- |
| MVP             | Foluke Akinradewo  | Estados Unidos |
| Mejor anotadora | Saori Kimura       | Japón          |
| Mejor ataque    | Jaqueline Carvalho | Brasil         |
| Mejor bloqueo   | Foluke Akinradewo  | Estados Unidos |
| Mejor servicio  | Wang Yimei         | China          |
| Mejor armadora  | Alisha Glass       | Estados Unidos |
| Mejor recepción | Antonella Del Core | Italia         |
| Mejor defensa   | Merlo Enrica       | Italia         |
| Mejor líbero    | Zhang Xian         | China          |

Fuente: FIVB.org
- Datos: Q1476004